# Herbert von Karajan
Herbert von Karajan (ur. 5 kwietnia 1908 w Salzburgu, zm. 16 lipca 1989 w Anif koło Salzburga) – austriacki dyrygent, animator życia muzycznego.

## Życiorys
Pochodził z rodziny o greckich korzeniach, oryginalnie nazywającej się Karajannis. Jego ojciec był lekarzem i dyrektorem szpitala. Zaczął uczyć się gry na fortepianie mając 4 lata; już po roku wystąpił publicznie. W latach 1916–1926 studiował w klasie fortepianu w Mozarteum w Salzburgu, jednak rodzice uzależnili zgodę na jego karierę, jako muzyka, od ukończenia "normalnej" szkoły. W latach 1926–1929 studiował dyrygenturę w Akademii Muzycznej w Wiedniu. Dzięki niepospolitemu talentowi w 1927 roku zadebiutował nieoczekiwanie w Ulm, gdzie zastąpił chorego dyrygenta w Weselu Figara. Jego występ wywarł tak dobre wrażenie, że otrzymał posadę pierwszego kapelmistrza w teatrze i pozostał w Ulm do roku 1934. W 1933 r. złożył wniosek o przyjęcie do NSDAP, co stało się w 1935 r. W tym samym roku – dzięki członkostwu w partii nazistowskiej –  został dyrektorem artystycznym Opery i Orkiestry Symfonicznej w Akwizgranie. W latach 1937–1938 odbył tournée po Skandynawii, Holandii i Włoszech.

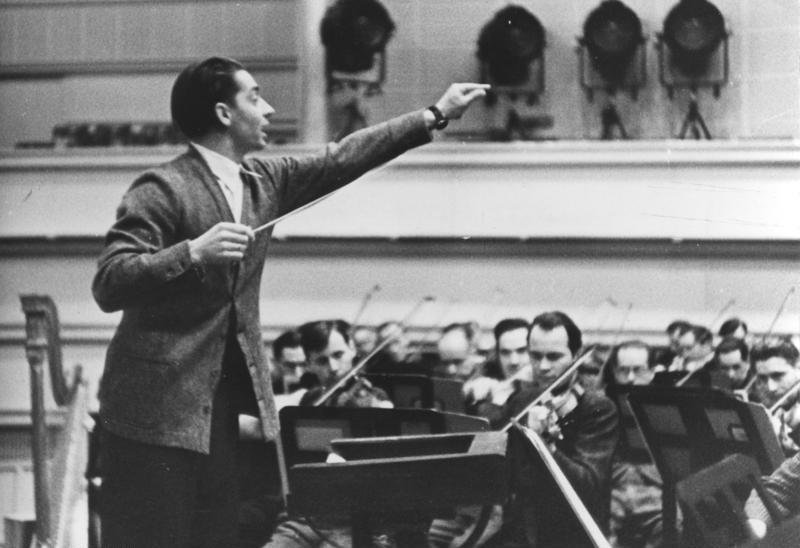
Karajan dyrygujący Filharmonikami Wiedeńskimi (1941)

Przełomowym momentem w jego karierze było poprowadzenie w 1939 roku w berlińskiej operze Czarodziejskiego fletu Mozarta i Śpiewaków norymberskich Wagnera. Dzięki temu sukcesowi i poparciu nazistów został w 1941 r. dyrektorem Staatsoper Unter den Linden. Jego nazwisko figurowało na Gottbegnadeten-Liste („Lista obdarzonych łaską Bożą” w III Rzeszy). W 1942 r. wystąpił z NSDAP. Po drugiej wojnie światowej za przynależność do NSDAP ukarany został zakazem występów, cofniętym w 1947 r. W czasie tej przerwy nagrał wiele płyt z nowo założoną London Philharmonic Orchestra. W styczniu roku 1946 koncertował z Wiener Philharmoniker. W 1947, jako dyrygent, a od 1949, jako dyrektor Towarzystwa Przyjaciół Muzyki, prowadził Symfoników Wiedeńskich. W 1949 roku dyrygował na Festiwalu w Salzburgu, w 1950 na Festiwalu w Bayreuth. W tymże 1950 został kierownikiem artystycznym Philharmonia Orchestra w Londynie. W latach 1951–1952 był gościnnym dyrygentem w Bayreuth. W 1954 objął kierownictwo Berliner Philharmoniker po śmierci Wilhelma Furtwänglera. W 1956 został dyrektorem Festiwali Mozartowskich w Salzburgu. W latach 1955–1964 kierował Operą Wiedeńską (słynne inscenizacje oper Verdiego i Pucciniego oraz dramatów muzycznych Richarda Wagnera).

Herbert von Karajan podczas koncertu w Brazylii (1973)

W latach 60. był dyktatorem muzycznym w Europie, kontrolował najbardziej prestiżowe ośrodki muzyczne: Berlin, Salzburg, Wiedeń; miał wpływ na La Scalę i Londyńską Orkiestrę Symfoniczną. W Metropolitan Opera wystąpił dopiero w 1967 roku. Od 1957 zajmował się reżyserowaniem dyrygowanych przez siebie oper, zwłaszcza kompozytorów włoskich i Wagnera. W 1967 r. otworzył Osterfestspiele (Festiwal Wielkanocny w Salzburgu), gdzie przez kilkadziesiąt lat nie tylko dyrygował wielkimi dziełami operowymi, ale również je reżyserował.
W roku 1958 50-letni wówczas von Karajan po 16 latach małżeństwa rozszedł się ze swoją drugą żoną i ożenił po raz trzeci z paryską modelką Eliette Mouret. Miał dwie córki: Isabel (ur. 1960) i Arabel (ur. 1964).
Był animatorem nowych technik audiowizualnych – 15 kwietnia 1981 roku zaprezentował na Festiwalu Wielkanocnym w Salzburgu (Osterfestspiele) pierwszy odtwarzacz płyt CD. Dzięki nowoczesnym mediom stworzył imperium muzyczne; dokonał nagrań licznych płyt i telewizyjnych filmów muzycznych. W roku 1969 założył fundację, dzięki której co 2 lata organizowane są konkursy dla młodych dyrygentów.
Herbert von Karajan zmarł 16 lipca 1989 roku w Anif na atak serca. Rano prowadził jeszcze próbę do opery Verdiego Bal maskowy. Spoczął na cmentarzu w Anif.

## Odznaczenia
- Austriacka Odznaka Honorowa za Naukę i Sztukę (1961)[9]
- Krzyż Komandorski Orderu Zasługi Republiki Federalnej Niemiec (1960)[10]
- Wielki Oficer Orderu Zasługi Republiki Włoskiej (1960)[11]